# Redeeming Love (2022)
Redeeming Love is een Amerikaanse western-romantische film uit 2022, geregisseerd door D.J. Caruso, die samen met Francine Rivers het scenario schreef. De film is gebaseerd op Rivers' gelijknamige roman uit 1991, gebaseerd op het bijbels verhaal van Hosea en speelt zich af in het Amerikaanse Oude Westen tijdens de Californische goldrush.

## Verhaal
De relatie van het jong stel Angel en Michael botst met het feit dat Angel als kind in de prostitutie is gesmokkeld en ze haar verleden en het bijbehorende stigma niet helemaal los kan laten.

## Rolverdeling
| Acteur               | Personage     |
| -------------------- | ------------- |
| Abigail Cowen        | Sarah "Angel" |
| Tom Lewis            | Michael Hosea |
| Eric Dane            | Duke          |
| Famke Janssen        | Duchess       |
| Logan Marshall-Green | Paul          |
| Nina Dobrev          | Mae           |

## Productie
De opnames eindigden in maart 2020 in Kaapstad, Zuid-Afrika. De film zelf werd in april 2020 aangekondigd, met D.J. Caruso regie en Roma Downey en Francine Rivers uitvoerend producenten. Rivers schreef ook het script, samen met Caruso. Redeeming Love markeert de tweede samenwerking tussen producers Cindy Bond en Simon Swart, de eerste was I Can Only Imagine uit 2018. De film werd ook geproduceerd door Wayne Fitzjohn, Michael Scott en Brittany Yost.

## Ontvangst
Op Rotten Tomatoes heeft Redeeming Love een waarde van 12% en een gemiddelde score van 3,90/10, gebaseerd op 26 recensies. Op Metacritic heeft de film een gemiddelde score van 32/100, gebaseerd op 7 recensies.